# Chapelle du Carmel de Séville
Pour les articles homonymes, voir Chapelle du Carmel et Carmel.
La chapelle du Carmel, ou chapelle de la Vierge du Carmel (en espagnol, Capilla de la Virgen del Carmen, Capilla del Carmen ou Capillita de la Virgen del Carmen), est une petite chapelle de Séville, en Andalousie (Espagne).

## Situation
Elle est située sur la place del Altozano, dans le district de Triana, au niveau de la pile amont du pont Isabelle-II.

## Construction
La chapelle doit remplacer celle qui a été démolie en 1918 pour permettre l'élargissement du pont de Triana. Bâtie par Aníbal González, architecte responsable de l'Exposition ibéro-américaine de 1929, elle lui a été demandée par la municipalité de la ville en 1924. Son aspect n'est pas sans rappeler certains bâtiments que González a créés pour l'occasion, comme celui de la place d'Espagne. D'ailleurs, comme pour la place d'Espagne, l'architecte a travaillé avec le céramiste Emilio García García pour la création de la chapelle.

## Description
La chapelle est construite en brique nue et en céramique de Triana. Elle est en deux parties : la chapelle proprement dite, cylindrique, et un clocher de base octogonale qui possède des éléments d'architecture néomudéjare. Les deux structures sont réunies par un élément rectangulaire dans lequel se trouve la porte d'entrée à l'édifice. La forme particulière de la chapelle, rappelant celle des briquets à amadou, lui vaut le surnom de Mechero (« briquet ») de la part des Sévillans. Les azulejos de la chapelle représentent l'écu de l'ordre du Carmel. Le sommet de la chapelle se termine par un petit dôme, soutenu par des colonnes et sous lequel se trouve une statue des saintes Juste et Rufine flanquant la Giralda,.

## Confrérie de la Vierge du Carmel
La chapelle est le siège d'une confrérie à la gloire de la Vierge du Carmel (patronne des marins), fondée en 1928. Dans la chapelle, protégé par une grille mais visible de la rue, se trouve d'ailleurs un tableau anonyme du XVIIIe siècle la représentant avec l'Enfant-Jésus. Cette œuvre se trouvait probablement sur le pont flottant qui traversait le Guadalquivir à cet endroit jusqu'au milieu du XIXe siècle. Elle a par la suite été exposée dans la chapelle de l'Altozano avant de se retrouver dans l'église Sainte-Anne. Elle a été placée dans la chapelle du Carmel lors de sa construction.

## Rénovation
Même si la chapelle reste dans un bon état de conservation, certains dommages motivent en 1990 des réparations : réparation d'une fissure dans la coupole, remplacement des huit colonnes supportant le petit dôme protégeant les statues de Juste et Rufine, de carreaux de faïence manquants ou cassés et de briques de la corniche, restauration des dessins des azulejos et nettoyage de la façade. Les travaux sont réalisés sous la supervision des architectes Rafael Cueto Martínez de Baños et Socorro Serrano Rioja.

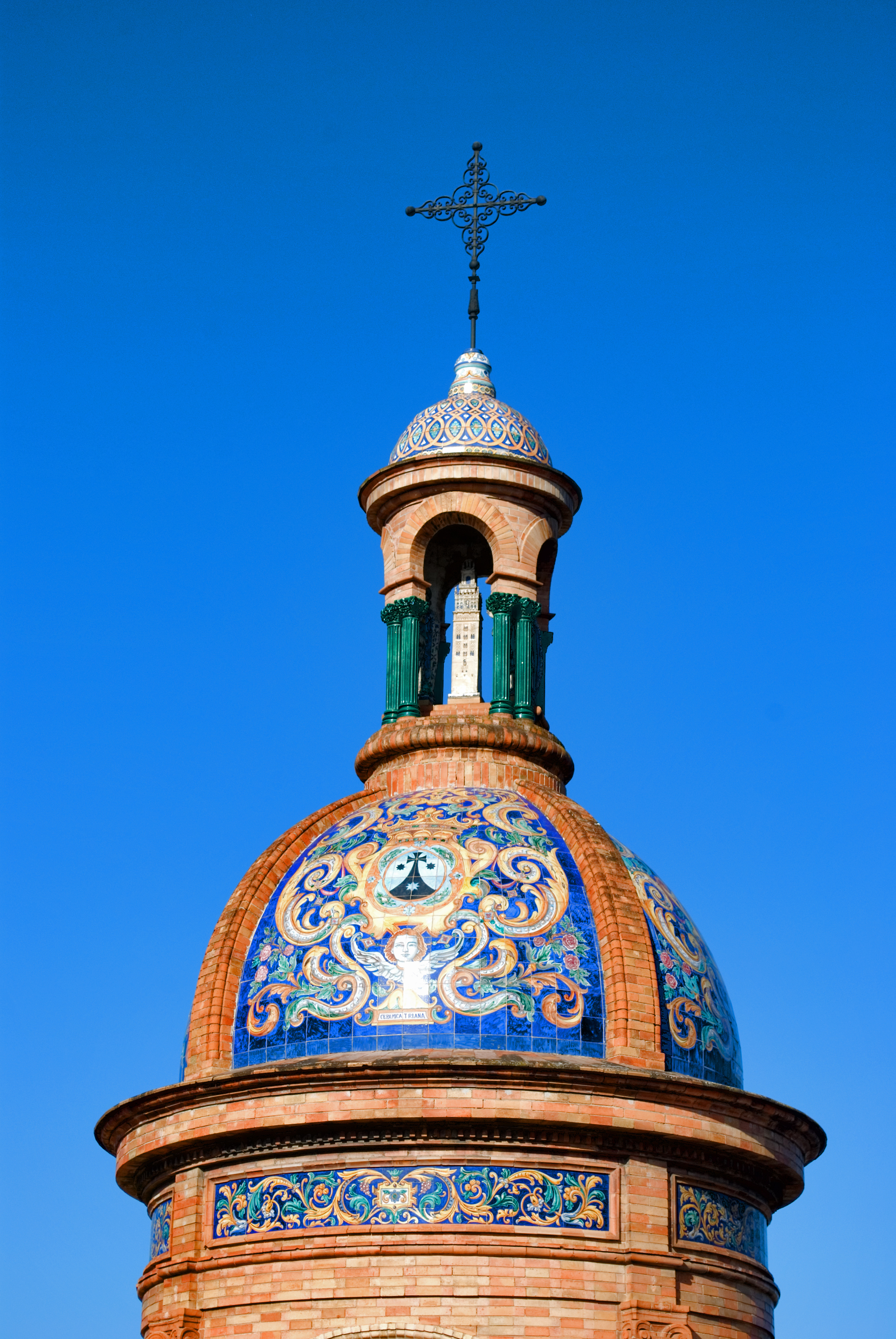
Le sommet de la chapelle. On y entrevoit la statue de la Giralda, sous le petit dôme. Juste et Rufine sont cachées par les colonnes. L'écu de l'ordre du Carmel apparaît en dessous, en noir et blanc.
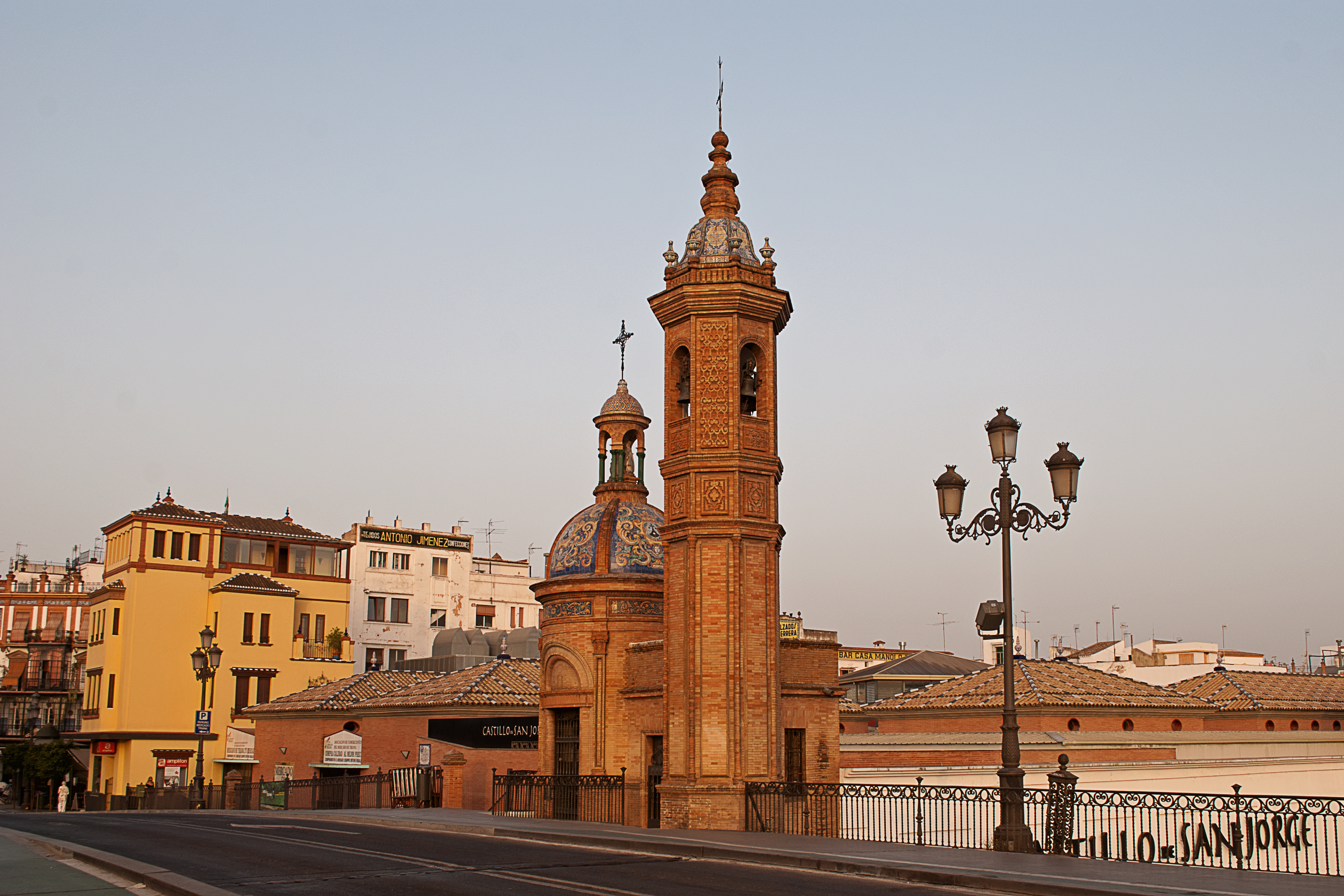
La chapelle et l'extrémité du pont de Triana.

## Autres sources
- (es) Cet article est partiellement ou en totalité issu de l’article de Wikipédia en espagnol intitulé « Capilla del Carmen (Sevilla) » (voir la liste des auteurs).